# گلستان (فیلم)
گلستان (به هندی: स्वर्ग) یک فیلم درام هندی محصول سال ۱۹۹۰ به کارگردانی دیوید داوان که در سال ۱۹۹۰ منتشر شد. در این فیلم راجش خانا، گوویندا، جوهی چاولا و مادهوی در نقش‌های اصلی بازی می‌کنند. گلستان چهارمین فیلم موفق و تایید شده‌ی راجش خانا است. این فیلم تا حدودی بر اساس فیلم مهربان محصول ۱۹۶۷ با بازی آشوک کومار ساخته شده است که خود آن فیلم بازسازی فیلم تامیل نابغه بی‌سواد محصول ۱۹۶۰ بود که آن فیلم نیز بازسازی فیلم بنگالی جوگ بیوگ محصول ۱۹۵۳ بود. که بر اساس رمانی به همین نام از آشاپورنا دیوی ساخته شده بود.

## داستان فیلم
آقای گومار (با بازی راجش خانا) مردی ثروتمند است. وی فردی است که خانواده‌اش برایش احترام بسیاری قائل هستند. گومار پس از تصاحب شغلی مورد انتقام رقیبش قرار می‌گیرد و کارخانه و سرمایه‌اش را از دست می‌دهد. با از دست دادن اموال، افراد خانواده هم دیگر به او احترام نمی‌گذارند. در این میان رقیب وی دست بردار نیست و خانهٔ گومار که «گلستان» (بهشت) نام دارد را نیز پس از حراج خریده و وی را آواره می‌کند. خدمتکار آقای گومار که «کریشنا» نام دارد (با بازی گوویندا) به شهر بمبئی رفته و به هنرپیشه‌ای بزرگ و سرمایه‌دار تبدیل می‌شود. کریشنا پس از مدتی به گلستان برمی گردد و درصدد انتقام از دشمنان صاحب‌جی (آقای گومار) بر می‌آید.

## بازیگران
- راجش خانا در نقش آقای کومار، صاحب جی
- گوویندا در نقش کریشنا
- جوهی چاولا در نقش جیوتی
- مَدهَوی در نقش جاماکی کومار (همسر کومار)
- دیلیپ داوان در نقش راوی (برادر کومار)
- نینا گوپتا در نقش همسر راوی
- راجا باندلا در نقش ویکی، برادر جوانتر کومار
- پارش راوال در نقش دِهاندراج
- ساتیش کایشیک در نقش آقای فرودگاه
- عارون باکشی در نقش کارگردان
- ماهش آناند در نقش گورو
- یونس پاروز در نقش باغبان
- شاشی کیران در نقش خودش
- اوم شیوپوری در نقش خودش
- بهارات کاپور در نقش ناگپال